# Drużynowe mistrzostwa świata juniorów na żużlu
Drużynowe mistrzostwa świata juniorów na żużlu – rozgrywki żużlowe, organizowane przez Międzynarodową Federację Motocyklową od 2005 roku. Od 2022 zawody są rozgrywane pod nazwą Speedway of Nations 2 (SoN2).
W latach 2005–2020 drużyny składały się z 4 podstawowych zawodników oraz jednego rezerwowego. W każdym biegu każdą drużynę reprezentował jeden zawodnik. W 2021 zawody przybrały formę rywalizacji parowej

## Medaliści
| Rok                                   | Miejsce      | Złoto | Srebro                                                                                                | Brąz                                                                                                   |
| ------------------------------------- | ------------ | --- | --- | --- |
| Drużynowe mistrzostwa świata juniorów |              | | | |
| 2005                                  | Pardubice    | Polska · Janusz Kołodziej · Krystian Klecha · Marcin Rempała · Krzysztof Kasprzak · Karol Ząbik          | Szwecja · Antonio Lindbäck · Eric Andersson · Fredrik Lindgren · Jonas Davidsson · Ricky Kling        | Dania · Morten Risager · Patrick Hougaard · Kristian Lund · Henrik Møller · Nicolai Klindt             |
| 2006                                  | Rybnik       | Polska · Krzysztof Buczkowski · Adrian Miedziński · Paweł Hlib · Karol Ząbik · Paweł Miesiąc             | Szwecja · Robert Pettersson · Fredrik Lindgren · Sebastian Aldén · Ricky Kling · Tomas Hjelm Jonasson | Dania · Klaus Jakobsen · Morten Risager · Nicolai Klindt · Henrik Møller · Kenneth Hansen              |
| 2007                                  | Abensberg    | Polska · Karol Ząbik · Paweł Hlib · Krzysztof Buczkowski · Mateusz Szczepaniak · Adrian Gomólski         | Wielka Brytania · Edward Kennett · Daniel King · Lewis Bridger · James Wright · Josh Auty             | Czechy · Luboš Tomíček · Filip Šitera · Matěj Kůs · Hynek Štichauer · Martin Gavenda                   |
| 2008                                  | Holsted      | Polska · Michał Mitko · Artur Mroczka · Grzegorz Zengota · Maciej Janowski · Daniel Pytel                | Dania · Nicolai Klindt · Patrick Hougaard · Peter Kildemand · René Bach · Morten Risager              | Szwecja · Kim Nilsson · Ludvig Lindgren · Simon Gustafsson · Ricky Kling · Billy Forsberg              |
| 2009                                  | Gorzów Wlkp. | Polska · Dawid Lampart · Maciej Janowski · Grzegorz Zengota · Przemysław Pawlicki · Artur Mroczka        | Dania · René Bach · Kenni Larsen · Leon Madsen · Nicolai Klindt · Patrick Hougaard                    | Szwecja · Linus Eklöf · Tomas Hjelm Jonasson · Simon Gustafsson · Kim Nilsson · Ludvig Lindgren        |
| 2010                                  | Rye House    | Dania · Michael Jepsen Jensen · René Bach · Patrick Hougaard · Lasse Bjerre · Peter Kildemand            | Szwecja · Simon Gustafsson · Dennis Andersson · Ludvig Lindgren · Kim Nilsson · Linus Sundström       | Polska · Maciej Janowski · Patryk Dudek · Artur Mroczka · Przemysław Pawlicki · Szymon Woźniak         |
| 2011                                  | Bałakowo     | Rosja · Andriej Kudriaszow · Artiom Łaguta · Witalij Biełousow · Ilja Czałow · Władimir Borodulin        | Dania · René Bach · Mikkel Bech · Jonas Brøndum Andersen · Michael Jepsen Jensen · Mikkel Michelsen   | Ukraina · Kiriłł Cukanow · Andrij Kobrin · Aleksandr Łoktajew · Wołodymyr Tejgeł · Stanisław Melnyczuk |
| 2012                                  | Gniezno      | Polska · Patryk Dudek · Maciej Janowski · Tobiasz Musielak · Przemysław Pawlicki · Bartosz Zmarzlik      | Australia · Darcy Ward · Nick Morris · Dakota North · Alex Davies · Sam Masters                       | Szwecja · Jacob Thorssell · Oliver Berntzon · Mathias Thörnblom · Pontus Aspgren · Anton Rosén         |
| 2013                                  | Pardubice    | Dania · Michael Jepsen Jensen · Mikkel Michelsen · Mikkel Bech · Nicklas Porsing                         | Polska · Patryk Dudek · Paweł Przedpełski · Piotr Pawlicki · Bartosz Zmarzlik                         | Czechy · Václav Milík · Zdeněk Holub · Roman Čejka · Eduard Krčmář                                     |
| 2014                                  | Slangerup    | Polska · Bartosz Zmarzlik · Piotr Pawlicki · Kacper Gomólski · Paweł Przedpełski                         | Dania · Mikkel Bech · Mikkel Michelsen · Anders Thomsen · Lasse Bjerre                                | Szwecja · Jacob Thorssell · Victor Palovaara · Fredrik Engman · Oliver Berntzon                        |
| 2015                                  | Mildura      | Polska · Maksym Drabik · Piotr Pawlicki · Bartosz Zmarzlik · Paweł Przedpełski                           | Dania · Nikolaj Busk Jakobsen · Anders Thomsen · Mikkel Bech · Mikkel Michelsen                       | Australia · Nick Morris · Max Fricke · Jack Holder · Brady Kurtz                                       |
| 2016                                  | Norrköping   | Polska · Krystian Pieszczek · Bartosz Zmarzlik · Paweł Przedpełski · Bartosz Smektała · Daniel Kaczmarek | Australia · Brady Kurtz · Jake Allen · Max Fricke · Jack Holder · Cameron Heeps                       | Dania · Frederik Jakobsen · Mikkel Brøndum Andersen · Patrick Hansen · Andreas Lyager · Jonas Jeppesen |
| 2017                                  | Rybnik       | Polska · Bartosz Smektała · Kacper Woryna · Maksym Drabik · Dominik Kubera · Rafał Karczmarz             | Australia · Jack Holder · Max Fricke · Josh Pickering · Brady Kurtz · Jaimon Lidsey                   | Dania · Jonas Jeppesen · Andreas Lyager · Mikkel Brøndum Andersen · Patrick Hansen · Frederik Jakobsen |
| 2018                                  | Outrup       | Polska · Rafał Karczmarz · Daniel Kaczmarek · Maksym Drabik · Bartosz Smektała · Wiktor Lampart          | Dania · Christian Thaysen · Patrick Hansen · Andreas Lyager · Frederik Jakobsen · Jonas Seifert-Salk  | Wielka Brytania · Daniel Bewley · Ellis Perks · Zach Wajtknecht · Nathan Greaves · Connor Mountain     |
| 2019                                  | Manchester   | Polska · Maksym Drabik · Dominik Kubera · Wiktor Lampart · Bartosz Smektała · Michał Gruchalski          | Wielka Brytania · Robert Lambert · Daniel Bewley · Drew Kemp · Kyle Bickley · Leon Flint              | Dania · Frederik Jakobsen · Patrick Hansen · Mads Hansen · Jonas Jeppesen · Tim Sørensen               |
| 2020                                  | Outrup       | Polska · Wiktor Lampart · Norbert Krakowiak · Wiktor Trofimow · Jakub Miśkowiak · Dominik Kubera         | Dania · Mads Hansen · Jonas Seifert-Salk · Marcus Birkemose · Tim Sørensen · Matias Nielsen           | Wielka Brytania · Daniel Bewley · Drew Kemp · Jordan Palin · Tom Brennan · Leon Flint                  |
| 2021                                  | Bydgoszcz    | Polska · Jakub Miśkowiak · Wiktor Lampart · Mateusz Cierniak                                             | Dania · Mads Hansen · Tim Sørensen · Marcus Birkemose                                                 | Wielka Brytania · Tom Brennan · Drew Kemp · Leon Flint                                                 |
| Speedway of Nations 2                 |              | | | |
| 2022                                  | Vojens       | Polska · Wiktor Przyjemski · Jakub Miśkowiak · Mateusz Cierniak                                          | Czechy · Jan Kvěch · Petr Chlupáč · Matouš Kameník                                                    | Wielka Brytania · Tom Brennan · Drew Kemp · Leon Flint                                                 |
| 2023                                  | Ryga         | Polska · Mateusz Cierniak · Bartłomiej Kowalski · Wiktor Przyjemski                                      | Dania · Emil Breum · Esben Hjerrild · Jesper Knudsen                                                  | Łotwa · Francis Gusts · Ričards Ansviesulis · Ernests Matjušonoks                                      |
| 2024                                  | Manchester   | Polska · Wiktor Przyjemski · Bartosz Bańbor · Jakub Krawczyk                                             | Szwecja · Casper Henriksson · Philip Hellström-Bängs · Rasmus Karlsson                                | Australia · Keynan Rew · James Pearson · Michael West                                                  |
| 2025                                  | Toruń        | | | |

## Klasyfikacja medalowa

### Według państw
Stan po sezonie 2024
| Lp. | Państwo         | Złoto | Srebro | Brąz | Razem |
| --- | --------------- | ----- | ------ | ---- | ----- |
| 1.  | Polska          | 17    | 1      | 1    | 19    |
| 2.  | Dania           | 2     | 9      | 5    | 16    |
| 3.  | Rosja           | 1     | –      | –    | 1     |
| 4.  | Szwecja         | –     | 4      | 4    | 8     |
| 5.  | Australia       | –     | 3      | 2    | 5     |
| 6.  | Wielka Brytania | –     | 2      | 4    | 6     |
| 7.  | Czechy          | –     | 1      | 2    | 3     |
| 8.  | Ukraina         | –     | –      | 1    | 1     |
| 8.  | Łotwa           | –     | –      | 1    | 1     |

### Według zawodników
Stan po sezonie 2024
Tabela obejmuje pierwszą 10. najbardziej utytułowanych zawodników.
| Lp. | Zawodnik          | Państwo | Lata      | Złoto | Srebro | Brąz | Razem |
| --- | ----------------- | ------- | --------- | ----- | ------ | ---- | ----- |
| 1.  | Bartosz Zmarzlik  | Polska  | 2012–2016 | 4     | 1      | –    | 5     |
| 2.  | Maksym Drabik     | Polska  | 2015–2019 | 4     | –      | –    | 4     |
| 2.  | Bartosz Smektała  | Polska  | 2016–2019 | 4     | –      | –    | 4     |
| 2.  | Wiktor Lampart    | Polska  | 2018–2021 | 4     | –      | –    | 4     |
| 5.  | Paweł Przedpełski | Polska  | 2013–2016 | 3     | 1      | –    | 4     |
| 6.  | Maciej Janowski   | Polska  | 2008–2012 | 3     | –      | 1    | 4     |
| 7.  | Karol Ząbik       | Polska  | 2005–2007 | 3     | –      | –    | 3     |
| 7.  | Dominik Kubera    | Polska  | 2017–2020 | 3     | –      | –    | 3     |
| 7.  | Jakub Miśkowiak   | Polska  | 2020–2022 | 3     | –      | –    | 3     |
| 7.  | Mateusz Cierniak  | Polska  | 2021–2023 | 3     | –      | –    | 3     |
| 7.  | Wiktor Przyjemski | Polska  | 2022–2024 | 3     | –      | –    | 3     |

Pogrubioną czcionką – zostali zaznaczeni zawodnicy urodzeni w roku 2004 i później.

## Reprezentacje występujące w mistrzostwach
Legenda
- – mistrzostwo
- – wicemistrzostwo
- – trzecie miejsce
- 4–8 – miejsca 4–8
- •  – nie zakwalifikowali się do finału
- ••  – zgłoszeni do rozgrywek, ale nie wystąpili lub wycofali się
- •••  – zakwalifikowali się do finału, ale nie wystąpili lub wycofali się
- ••••  – odstąpili od prawa do występu w finale
- –  – nie brali udziału
- –  – zawieszeni
- – gospodarz finału

| Reprezentacja     | 2005 (4) | 2006 (4) | 2007 (4) | 2008 (4) | 2009 (4) | 2010 (4) | 2011 (4) | 2012 (4) | 2013 (4) | 2014 (4) | 2015 (4) | 2016 (4) | 2017 (4) | 2018 (4) | 2019 (4) | 2020 (4) | 2021 (7) | 2022 (7) | 2023 (7) | 2024 (8) |
| ----------------- | -------- | -------- | -------- | -------- | -------- | -------- | -------- | -------- | -------- | -------- | -------- | -------- | -------- | -------- | -------- | -------- | -------- | -------- | -------- | -------- |
| Australia         | ••       | –        | •        | 4        | •        | •        | •••      | Silver   | 4        | •        | Bronze   | Silver   | Silver   | •        | 4        | ••       | 4        | 6        | 4        | Bronze   |
| Czechy            | 4        | •        | Bronze   | •        | 4        | •        | 4        | •        | Bronze   | 4        | •        | •        | •        | •        | •        | •        | 5        | Silver   | 6        | 7        |
| Dania             | Bronze   | Bronze   | •        | Silver   | Silver   | Gold     | Silver   | •        | Gold     | Silver   | Silver   | Bronze   | Bronze   | Silver   | Bronze   | Silver   | Silver   | 5        | Silver   | 5        |
| Łotwa             | –        | ••       | –        | –        | –        | –        | –        | –        | –        | –        | –        | –        | –        | •        | •        | 4        | 6        | 4        | Bronze   | 8        |
| Niemcy            | •        | 4        | 4        | •        | •        | •        | –        | •        | •        | •        | 4        | •        | •        | •        | •        | –        | –        | –        | 5        | 6        |
| Polska            | Gold     | Gold     | Gold     | Gold     | Gold     | Bronze   | ••••     | Gold     | Silver   | Gold     | Gold     | Gold     | Gold     | Gold     | Gold     | Gold     | Gold     | Gold     | Gold     | Gold     |
| Rosja             | •        | •        | •        | •        | –        | –        | Gold     | 4        | –        | •        | •        | •        | ••       | –        | –        | –        | –        | –        | –        | –        |
| Szwecja           | Silver   | Silver   | •        | Bronze   | Bronze   | Silver   | •••      | Bronze   | •        | Bronze   | •        | 4        | •        | 4        | •        | ••       | 7        | 7        | –        | Silver   |
| Ukraina           | •        | –        | –        | –        | –        | –        | Bronze   | •        | –        | –        | –        | –        | –        | –        | –        | –        | –        | –        | –        | –        |
| Wielka Brytania   | •        | •        | Silver   | •        | •        | 4        | ••       | •        | •        | •        | •        | •        | 4        | Bronze   | Silver   | Bronze   | Bronze   | Bronze   | 7        | 4        |
| Reprezentacja     | 2005     | 2006     | 2007     | 2008     | 2009     | 2010     | 2011     | 2012     | 2013     | 2014     | 2015     | 2016     | 2017     | 2018     | 2019     | 2020     | 2021     | 2022     | 2023     | 2024     |
| Chorwacja         | –        | –        | –        | –        | •        | –        | –        | –        | –        | –        | –        | –        | –        | –        | –        | –        | –        | –        | –        | –        |
| Finlandia         | •        | •        | –        | –        | •        | •        | ••••     | •        | –        | •        | •        | –        | –        | •        | •        | –        | –        | –        | –        | –        |
| Norwegia          | •        | –        | –        | –        | –        | –        | –        | –        | –        | –        | –        | •        | •        | –        | –        | –        | –        | –        | –        | –        |
| Słowacja          | –        | –        | –        | –        | –        | –        | –        | –        | –        | –        | –        | –        | –        | –        | –        | •        | –        | –        | –        | –        |
| Słowenia          | •        | –        | –        | •        | •        | •        | •        | •        | –        | –        | –        | –        | –        | –        | –        | –        | –        | –        | –        | –        |
| Stany Zjednoczone | –        | –        | –        | –        | –        | –        | •        | •        | •        | –        | –        | –        | –        | –        | –        | –        | –        | –        | –        | –        |
| Węgry             | •        | –        | •        | –        | –        | –        | –        | –        | –        | –        | –        | –        | –        | –        | –        | –        | –        | –        | –        | –        |